# Helium Vola

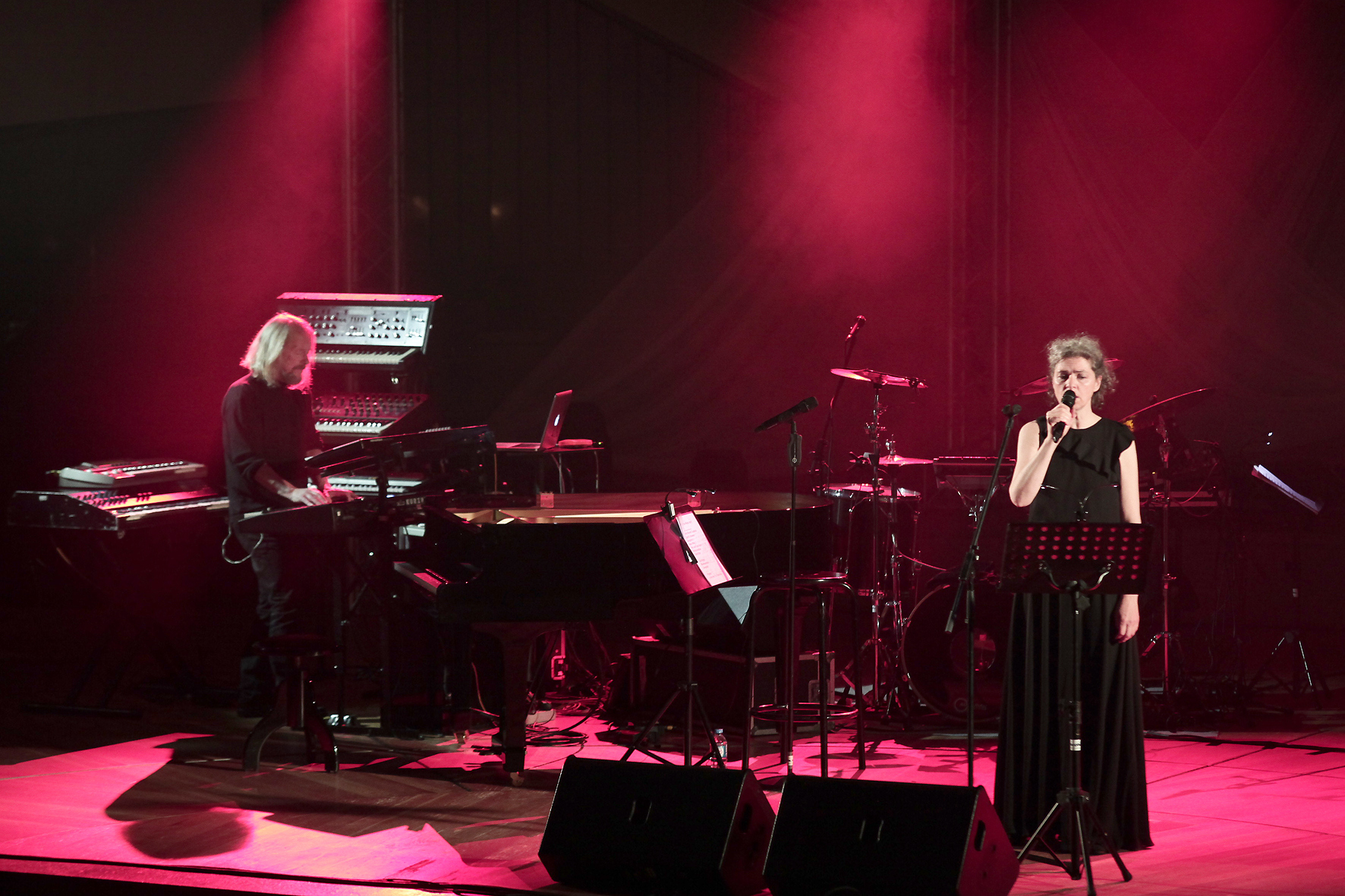
Helium Vola en concert.

Helium Vola est un groupe de musique allemand jouant un style généralement qualifié d'électro-médiéval. Il est constitué d'une partie instrumentale électronique, de chants d'inspiration médiévale et de reprise textuelle de poèmes d’époque, par exemple leur musique Selig est une inspiration en ancien allemand et In so hoher swebender wunne la reprise textuelle d’un poème de Heinrich von Morungen.
Ils ont également repris un virelai en vieux français de Christine de Pisan, poétesse du bas Moyen Âge, Je chante par couverture.
Helium Vola est un projet de Ernst Horn (Qntal, Deine Lakaien) et Sabine Lutzenberger (composition, instruments).